# Anneröd-Hogsäm
Anneröd-Hogsäm är ett naturreservat i Tossene socken i Sotenäs kommun i Bohuslän. Området ligger omkring 4 km nordost om Bovallstrand. Naturreservatet består av ett större lövskogsområde, huvudsakligen med bok och ek. Bokskogen anses vara den nordligaste spontant uppkomna. Skaljord ger en artrik flora. Reservatet är omkring 97 hektar stort, det inrättades 2004 och förvaltas av Västkuststiftelsen.